# Шизогонія
Шизогонія, схизогонія (від греч.(грецький) schizō — розділяю, розщеплюю і ... гонія ), множинне безстатеве розмноження в простих (форамініфер, трипаносом, споровиків) і деяких водоростей. При шизогонії ядро материнської особини, або шизоїда, розділяється за допомогою швидких , виникаючих один за одним , ділень на декілька ядер, після чого весь шизонт розпадається на відповідне число одноядерних клітин (мерозоїдів). Після декількох безстатевих поколінь настає статевий процес. У споровиків мерозоїди, що упровадилися в клітини господаря, дають початок гаметоцитам, з яких утворюються гамети. (Способи нестатевого розмноження)